# Lubomyśle
Lubomyśle [pronunciación en polaco: /lubɔˈmɨɕlɛ/] es un pueblo ubicado en el distrito administrativo de Gmina Ślesin, dentro del Distrito de Konin, Voivodato de Gran Polonia, en el oeste de Polonia central. Se encuentra aproximadamente a 2 kilómetros al oeste de Ślesin, a 17 kilómetros al norte de Konin, y a 93 kilómetros al este de la capital regional Poznań.